# Geoffrey Holder
Geoffrey Richard Holder (Port-of-Spain, 1 de agosto de 1930 - Nova York, 05 de outubro de 2014) foi um ator, dançarino e coreógrafo, nascido em Trinidad e Tobago.
Ele morreu em 05 de outubro de 2014, em Nova York, vítima de pneumonia.
Em 1975 ele ganhou dois Tony Awards por The Wiz no Teatro da Broadway (a base do filme de mesmo nome de 1978), como diretor e como figurinista.
Seus papeis no cinema incluem o vilão Baron Samedi em Com 007 Viva e Deixe Morrer (1973), e Punjab em Annie (1982).